# Fusaiola

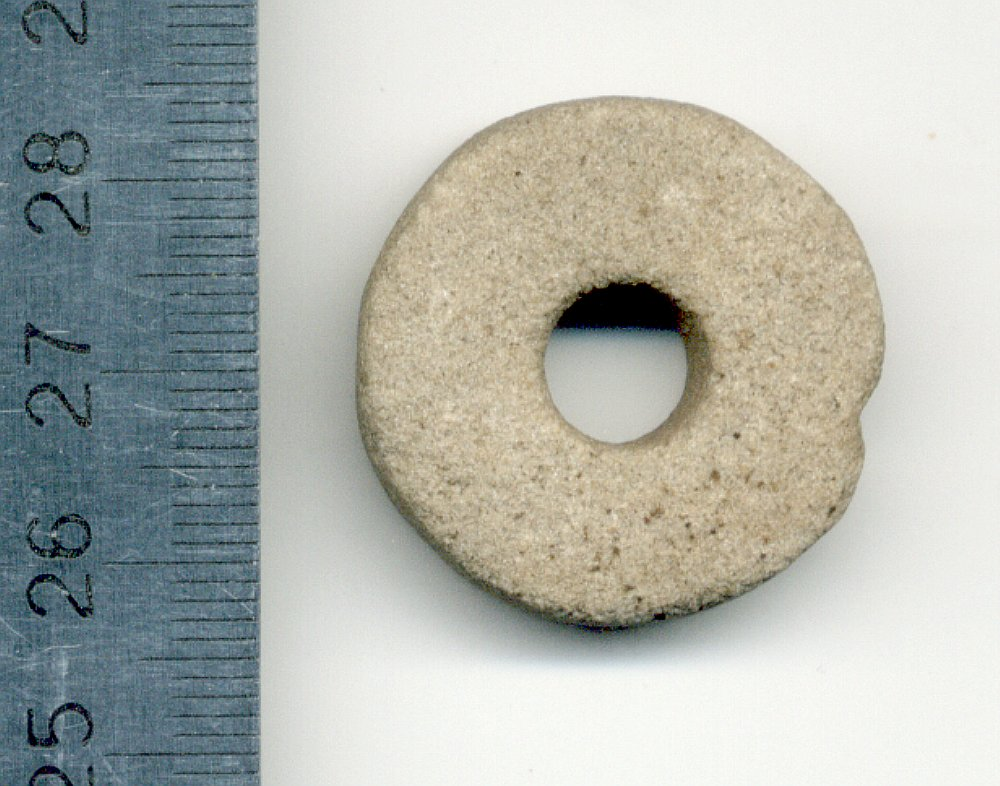
Fusaiola del o XIII trobada a Polònia

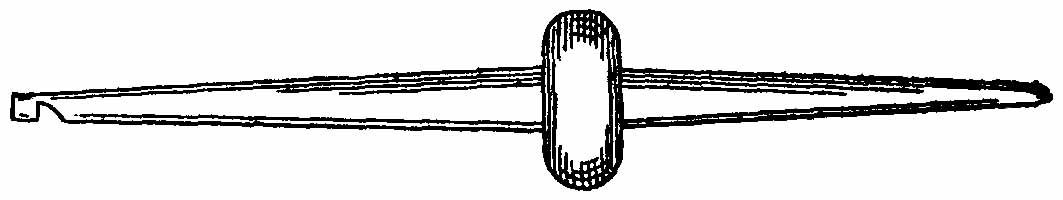
Dibuix d'un fus i fusaiola prehistòrics

Una fusaiola o tortera és una petita peça simètrica de terrissa amb un orifici central (eix de rotació). La fusaiola es col·loca a l'extrem inferior del fus i ajuda a filar les fibres tèxtils per torsió, en un moviment similar al d'una baldufa. S'empra des de la prehistòria i és força comú en els jaciments arqueològics.
Les fusaioles s'inserien a l'extrem inferior dels fusos per afavorir el moviment de rotació i augmentar la tensió de les fibres amb l'objectiu d'aconseguir fils més uniformes i resistents en el procés de filar. Tant les fonts clàssiques gregues i llatines, com la iconografia present en vasos grecs i els paral·lels etnogràfics coincideixen que l'activitat de filar era exclusivament femenina.